# Komījān (kommunhuvudort i Iran)
Komījān (persiska: كميجان, خومَجان, كُميزان, كوميزان, كُمازان) är en kommunhuvudort i Iran.   Den ligger i provinsen Markazi, i den nordvästra delen av landet, 220 km sydväst om huvudstaden Teheran. Komījān ligger 1 776 meter över havet och antalet invånare är 7 358.
Terrängen runt Komījān är platt söderut, men norrut är den kuperad.Runt Komījān är det ganska tätbefolkat, med 120 invånare per kvadratkilometer. Närmaste större samhälle är Mīlājerd, 15,3 km sydväst om Komījān. Trakten runt Komījān består i huvudsak av gräsmarker.
Den persiske poeten Fakhr al-Din Araqi föddes i Komijan.